# Новочасний об'єктивізм
Новоча́сний об'єктиві́зм — філософський напрям 17-18 ст. Головні представники: Галілео Галілей, Френсіс Бекон.
Зародження новочасного об'єктивізму відбувається в творчості італійського вченого, механіка, астронома, математика та філософа — Галілео Галілея. Саме його прийнято вважати одним із засновників наукової картини світу 17 ст. Філософське значення цих законів, які були відкриті Галілеєм, мали дуже важливе значення, бо вперше історії людства були сформовані поняття об'єктивних, не антропоморфних, повністю фізичних законів природи. Лише це вже означало величезний прогрес натуралістичного мислення. Однією з найважливіших проблем у творчості Галілея було співвіднесення досвідно-відчуттєвого та раціонально-логічного факторів в досягненні істинного наукового знання. Це означало перш за все максимальну орієнтацію на досвід, який, як вважав науковець, є переконливішим за будь-який авторитет. У своїх творах Галілей намагається зробити своїм союзником навіть Арістотеля, висловлюючи переконаність в тому, що великий античний філософ прийшов до найважливіших положень свого фізичного вчення саме досвідним шляхом, а вже потім надав своїм висновкам метафізично-дедуктивну форму.